# Михаил Всеволодович
Михаи́л Все́володович (известный также, как Михаи́л Черни́говский, не ранее 1180/1195—1246) — князь Переяславский (1206), Новгородский (1224, 1229), Черниговский (1223/1226—1246), Галицкий (1235—1239), великий князь Киевский (1238—1239, 1241—1243).
Причислен к лику святых на Соборе 1547 года в чине благоверного князя и мученика; дни памяти — 20 сентября (3 октября) и 14 (27) февраля.
Считается родоначальником княжеских родов: Новосильские, Одоевские, Белёвские, Воротынские, Карачевские, Торуские, Оболенские, и от них пошли князья Мезецкие и Борятинские.

## Рождение и юность
В  летописи под 1179 годом сообщается о женитьбе среднего сына Святослава Всеволодовича (Всеволода Чермного) на Казимировне.
По нелетописным данным, Михаил родился в начале августа 1179 года, ранее 6-го числа (в этот день после тяжёлых родов умерла его мать Мария Казимировна). Согласно летописям и исследованиям, бракосочетание родителей Михаила произошло 14 ноября 1179 года, и он родился не ранее 1180 года. Некоторые источники называют 1185 год. У Михаила была по крайней мере сестра Агафья. Также существует вероятность, что Святослав Всеволодович трубчевский, названный в Любецком синодике великим князем черниговским, был младшим братом Михаила.
Московский митрополит Афанасий, один из авторов «Степенной книги» и «Жития преподобного Никиты Переяславского» приводит рассказ о том, что юный Михаил в 1186 году ездил лечиться к преподобному Никите в г. Переяславль-Залесский. Чудотворец исцелил князя и Михаил на том месте поставил поклонный крест с датой «6694 мая 16» (16 мая 1186 года). Этот крест, по свидетельству митрополита Афанасия стоял ещё в середине XVI века. Даты содержатся в поздних редакциях «Жития…», однако, в самой ранней редакции, относящейся к XV в., этих дат нет. Описанные события скорее относятся не к последней четверти XII в., а к началу XIII в., что с точки зрения хронологии не противоречит биографии князя.
По версии Власьева Г. А., Михаил родился в 1195 году.
Женился Михаил в период между 1188/90 и 1211 годами, его дети начали рождаться с 1210-х годов. Согласно «Житию преподобной Евфросинии Суздальской», супруга Михаила долгое время была бездетной. По одной из версий, единственной женой Михаила является Елена Романовна, дочь Романа Галицкого (ум. 1205). Келембет С. Н. предположил, что Михаил мог быть женат на ней вторым браком, а дочь Мария и сын Роман брянский родились от первого. По другим версиям, Роман не был сыном Михаила.
Первым летописным известием о Михаиле как правило считается то, что в 1206 году Всеволод Чермный посадил в Переяславле Южном сына, выгнав оттуда сына Всеволода Большое Гнездо — Ярослава — но город удержать не удалось.
Большинством историков вслед за Татищевым В. Н. Михаил считается внуком Святослава Всеволодовича черниговского и киевского (ум.1194). Зотов Р. В. в результате анализа летописей установил, что Лаврентьевская летопись трижды называет Михаила просто Михаилом Всеволодичем, Никоновская летопись 7 раз называет его сыном Всеволода Чермного и 6 раз – внуком Святослава Ольговича; Воскресенская летопись знает его только как внука Святослава Ольговича, что согласуется с показанием различных родословцев, и в заключение статьи о Михаиле написал:

Вопрос этот требует обстоятельного и подробного исследования…а до тех пор мы будем держаться показаний всех наших историков, начиная с Татищева и т.д., т.е. будем считать св. князя Михаила в XI колене внуком Святослава Всеволодовича.

В Бархатной книге и поколенной росписи, поданной в 1682 году в Палату родословных дел, Михаил Всеволодович показан сыном Всеволода Святославича Чермного.
Внуком Святослава Ольговича, то есть сыном героя «Слова о полку Игореве» Всеволода Святославича Буй-Тура курского (ум.1196), Михаила считает историк Журавель А. В.: он обратил внимание на высокое положение Михаила в иерархии Ольговичей, которое он занимал к году битвы на Калке (1223), а после гибели в ней Мстислава Святославича стал черниговским князем, а также на то, что матерью Михаила в Любецком синодике указана не Мария, а Анастасия.

## Политическая деятельность

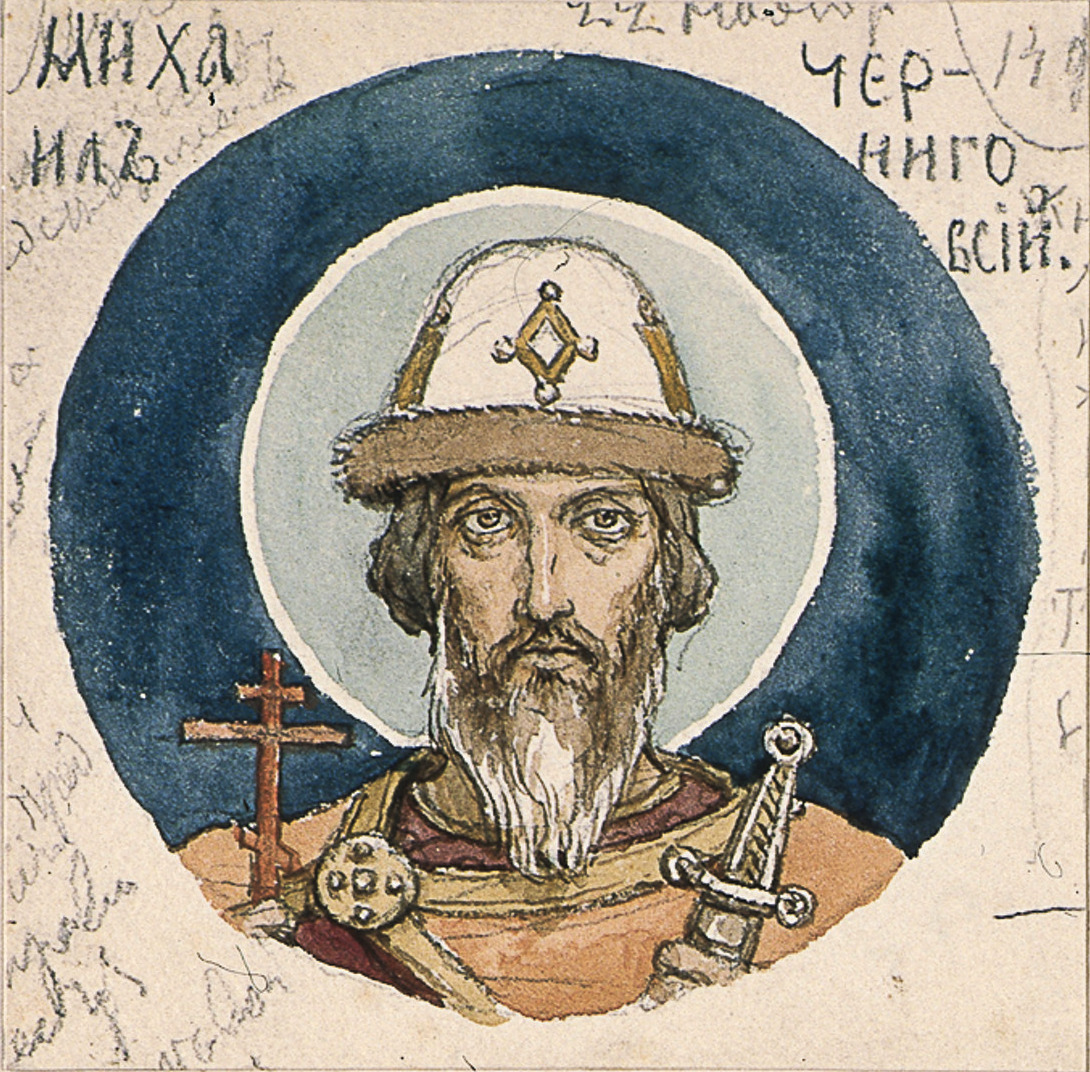
Святой князь Михаил Черниговский; Эскиз росписи Владимирского собора в Киеве кисти Васнецова

По сути неизвестно, какой стол занимал Михаил между 1206 и 1226 годами, несмотря на то, что он занимал довольно высокое место среди Ольговичей в это время: после отца, Глеба и Мстислава Святославичей, хотя по действовавшему лествичному праву должен был уступать в старшинстве ещё примерно десятку князей. Под 1223 годом был единственным Ольговичем, упомянутым летописью после своего дяди, черниговского князя Мстислава Святославича. Войтович Л. .В. считает, что Михаил владел неким княжеством вблизи Чернигова, не называя его, причём, по его версии, этим княжеством не были ни Стародубское, ни Вщижское, ни Сновское. Младшего же двоюродного брата Михаила, Мстислава Глебовича, в упомянутый период Войтович считает новгород-северским князем, то есть владельцем второго по старшинству стола в Чернигово-Северской земле. Историки, называющие какой-либо удел Михаила в этот период, называют Новгород-Северский.
В 1223 году участвовал в княжеском съезде в Киеве, принявшем решение о военном выступлении против монголов. Участник битвы на Калке. В. Н. Татищев уточнял, что князь шёл на битву «с новгородцы», что означало его княжение в Новгороде-Северском, который был стольным городом младших князей Ольговичей(У Татищева В. Н. рассказ о битве на Калке стоит под 1224 годом и следует за вокняжением Михаила в Новгороде Великом). Возможно, после гибели 31 мая на Калке Мстислава Святославича занял черниговский престол в обход сыновей Игоря Святославича(подразумевается Олег Курский, традиционно считающийся Игоревичем).
В начале весны 1224 года участвовал в походе Юрия Всеволодовича, женатого на его сестре, к Торжку, стал новгородским князем и организовал обмен пленными. Летом 1225 года вернулся с новгородского княжения в Чернигов.
В 1226 году при помощи Юрия провёл поход против Олега Курского, представителя северской ветви Ольговичей, предъявившим претензии на Чернигов. Причину конфликта летопись не указывает, а Войтович считает, что Олег Курский пытался «изменить решение черниговского съезда», добиваясь Новгорода-Северского. Конфликт был урегулирован при посредничестве киевского митрополита Кирилла I/II, присланного Владимиром Рюриковичем.
В 1228 году совместно с Владимиром Рюриковичем и Ростиславом Пинским участвовал в походе на Владимир-Волынский, закончившийся неудачной осадой города Каменца — владения Даниила Романовича. В том же году выдал свою дочь Марию за ростовского князя Василька Константиновича.
В начале 1229 года получил от новгородцев приглашение занять новгородский стол. С 28 апреля до осени 1229 года вновь княжил в Великом Новгороде. Отменил в связи с голодом забожничье на 5 лет для смердов, ушедших в новые земли, назначил посадником Внезда Водовика. Осенью оставил на новгородском княжение своего старшего сына Ростислава.
В 1230 году обострился конфликт Михаила Всеволодовича за Новгород с переславль-залесским князем Ярославом Всеволодовичем, который собирался предпринять поход на Михаила, но примирился с ним после вмешательства киевского и владимирского князей. В этом же году приехал в Новгород на постриги сына Ростислава, где поссорился с новгородцами, и они 08 декабря изгнали его с сыном. Ярослав 30 декабря пришёл в Новгород.
В 1231 году Михаил отказался от борьбы за Новгород после похода владимиро-суздальских князей в Черниговскую землю, которые сожгли Серенск и разорили северную часть Черниговской волости. Собирался идти войной на киевского князя Владимира Рюриковича, однако князей смог временно помирить Даниил Романович Галицкий. В этом же году участвовал в княжеском съезде в Киеве. Но вскоре после этого разорвал союз с владимирским и киевским князьями, и в 1232 году вмешался в борьбу за Киев в союзе с Изяславом Мстиславичем (из смоленских князей) и половцами. В 1234 году они не смогли захватить Киев благодаря поддержке, оказанной Владимиру Рюриковичу галицким князем Даниилом Романовичем.
В конце 1234/начале 1235 году Чернигов осаждался войсками Даниила Галицкого и его союзниками, которым удалось взять несколько городов и разорить посад города. В этом же году вернувшийся из половецкой земли Изяслав Мстиславич со множеством половцев, князья возобновляют военные действия. Около г. Торческ союзники наносят сокрушительное поражение Владимиру Рюриковичу и Даниилу Галицкому. По В. Н. Татищеву, Михаилу удалось подкупить бояр-советников Даниила и, по словам новгородского летописца, Даниил «едва уйде». Михаил сажает в Киеве Изяслава, а сам с сыном Ростиславом идёт к Галичу и занимает город (до 1238 года). Даниил отступил на Волынь, и борьба продолжилась: зимой 1235/1236 года Михаил безуспешно осаждал Кременец.
Осенью 1237 года, согласно «Повести о разорении Рязани Батыем», к Михаилу за помощью против монголов обратились рязанские князья, Храпачевский Р. П. со ссылкой на «Историю Российскую»Татищева В. Н. сообщает, что Михаил отказался предоставить помощь, так как «рязанские с ним на Калку не пошли».
В апреле 1238 года, после ухода во Владимир Ярослава Всеволодовича, Михаил занял Киев, оставив в Галиче своего сына Ростислава, который в этом же году утратил его: зимой 1238/1239 года был начат поход на Литву галицких войск, с которым Войтович связывает гибель двух чернигово-северских князей: сына Романа Игоревича Михаила и внука Владимира Игоревича Святослава-Фёдора Всеволодовича. Воспользовавшись уходом галицких бояр, Даниил Романович смог окончательно завладеть Галичем.
Зимой 1239/1240 годов, после взятия монголо-татарами Чернигова, чингизид Мункэ отправил к Михаилу в Киев послов, которые по его приказу были убиты (есть датировки этого события мартом 1239 года и осенью 1240 года). Известно, что «у Татар был обычай никогда не заключать мира с теми людьми, которые убили их послов, чтобы отомстить им». Казнь монгольских послов могла стать одной из причин гибели Михаила в Золотой Орде в 1246 году.
На момент монгольского нашествия на чернигово-северские земли являлся великим князем Киевским, но бежал в Венгрию вместе со своим сыном Ростиславом. В это время князь Ярослав (по различным версиям, Всеволодович суздальский или Ингваревич меджибожский) в Каменце захватил жену Михаила, его бояр и имущество. Жена, сестра Даниила Романовича, была отпущена по его просьбе. Не получив активной поддержки от венгерского короля Белы IV, Михаил уехал к своему дяде, мазовецкому и куявскому князю Конраду. Из Польши написал письмо к Даниилу Романовичу с просьбой простить все его прегрешения. Даниил простил и пообещал ему Киев, а его сыну Ростиславу дал Луцкое княжество.
В начале 1241 года, узнав о падении Киева, бежал в Силезию, где его ограбили немцы. В середине этого года вернулся на Русь в опустошённый татарами Киев, устроил свою резиденцию на острове Песочном на р. Днепр.
В 1243 году Киев перешёл во владение Ярослава Всеволодовича Владимирского по ярлыку, и Михаил снова уехал в Венгрию. В 1244 году там была свадьба его сына Ростислава и Анны, дочери венгерского короля Беле IV. В Венгрии ни сват, ни сын не оказали ему достойного приёма, и Михаил вернулся в Чернигов. Они возобновили борьбу за Галич против Даниила, в которой Михаил не участвовал.
В 1245 году он посылает на Лионский I собор (Франция, открылся 24 июня) с дипломатической миссией игумена монастыря Святого Спаса Преображения в Берестове — Петра Акеровича, рассказ которого о татарском разорении Руси произвёл большое впечатление. Игумен, по поручению Михаила, должен был провести переговоры о помощи русским князьям против татар. Данное посольство также было вменено в вину Михаилу при его поездке к Батыю.
В 1246 году вместе с рядом других князей был вызван в Орду.

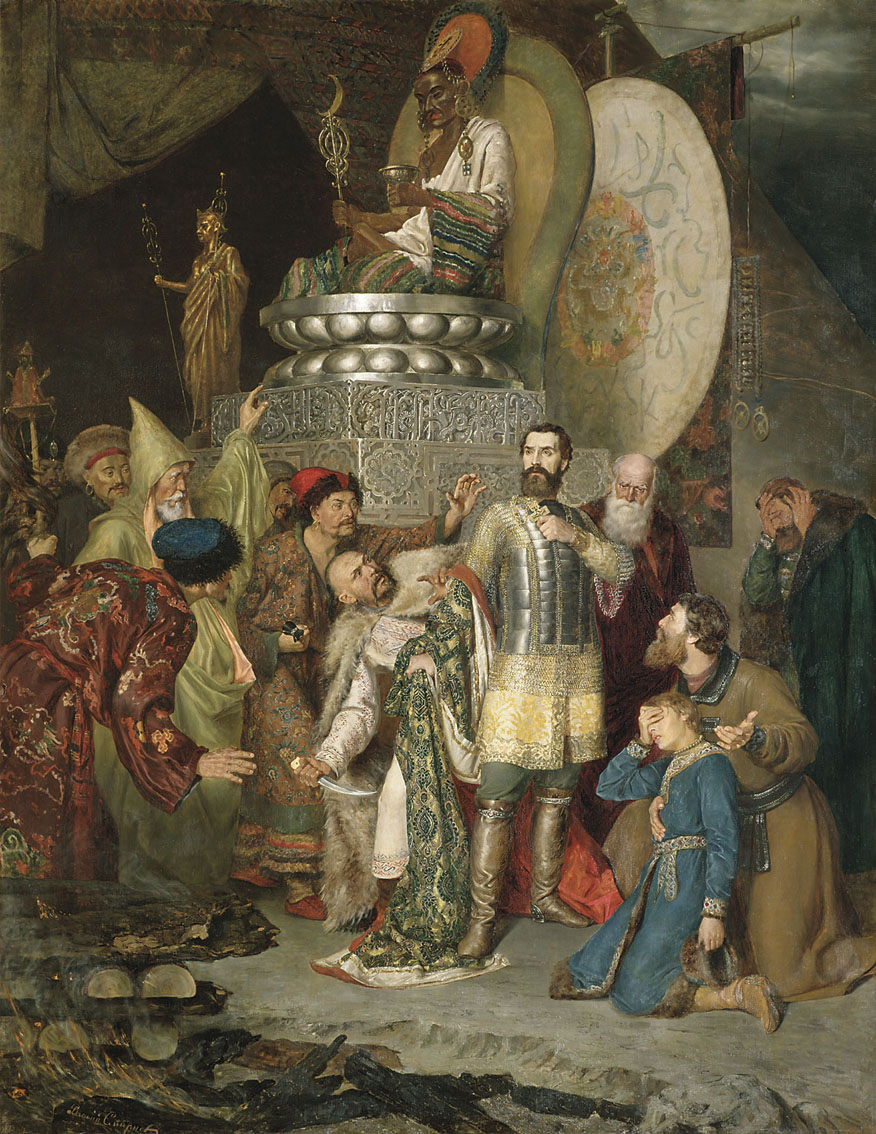
Василий Смирнов. Князь Михаил Черниговский перед ставкой Батыя, 1883. Государственная Третьяковская галерея

## Смерть и канонизация
Перед входом в шатёр Батыя монгольские шаманы повелели ему пройти через священный огонь и поклониться их идолам, на что Михаил отвечал:
«Я могу поклониться царю вашему, ибо небо вручило ему судьбу государств земных; но христианин не служит ни огню, ни глухим идолам».
За отказ от поклонения по приказу Батыя князь был казнён; следом принял смерть за веру и его верный боярин Феодор. Гибели мучеников посвящено «Сказание о убиении в орде князя Михаила Черниговского и его боярина Феодора».
Этот рассказ подтверждают монахи-францисканцы: папский дипломат Плано Карпиани и брат Бенедикт (из Польши), побывавшие в Орде вскоре после гибели Михаила и Фёдора. Правда, папский нунций утверждал, что между кострами князь всё-таки прошёл, но наотрез отказался кланяться изваяниям Чингисхана, чем и вызвал гнев Батыя.
После гибели Михаила черниговский престол занял его троюродный брат Михаила Всеволод Ярополкович (по версии Беспалова — двоюродный брат Андрей, по версии Войтовича — родной брат Андрей).
Перенесение мощей (существуют и иные датировки событий):
Князя тайно похоронили верные ему приближённые, а затем его останки перенесли на Русь и погребают сперва во Владимире-Волынском, а затем в Чернигове.
14 февраля 1572 года останки Михаила Черниговского после его прославления были перенесены митрополитом Антонием из Чернигова в Москву, на основании «зазывной» грамота царя Ивана Грозного, в церковь во имя Черниговских чудотворцев (церковь не сохранилась) в Московском Кремле близ Тайницких ворот.
В сентябре 1683 года, при участии патриарха Иоакима и юного Петра I Алексеевича мощи Михаила переносят в здание Приказов. Там, в центральной части здания, был Собор Черниговских чудотворцев. В 1688 году по заказу боярина Якова Никитича Одоевского изготавливают деревянную золочённую раку, куда переносят мощи в медном ковчеге.
В 1770 году мощи переносят уже в Сретенский собор Московского Кремля. 21 ноября 1774 года, по велению императрицы Екатерины II, его мощи помещены в серебряную чеканную раку, изготовленной мастером Робертом Пилем и рака была размещена в Архангельском соборе Московского Кремля.
В 1812 году во время нашествия Наполеона серебряная рака была похищена. В 1817 году рака была восстановлена, но уже бронзовая.
В 1987 году Михаил Всеволодович был включён в созданный Собор Тульских святых, празднование Собору совершается 22 сентября (5 октября). Служба святому Михаилу и боярину Фёдору Черниговским была составлена в середине 60-х годов XVI столетия известным церковным писателем Зиновием Отенским.

## Семья и дети
Жена:
- Елена Романовна (ум. после 1241) — в браке с 1188/1190 (или с 1211[23]), дочь Романа Мстиславича Галицкого.

Келембет С. Н. считает Романа старшим сыном Михаила Всеволодовича, рождённым в первом браке Михаила.
Дети:
- Мария Михайловна (ум. 1271) — жена Василько Константиновича Ростовского,
- Ростислав Михайлович, бан Мачвы,
- святая Евфросиния Суздальская, в миру Феодулия.

Предполагамые дети (приписаны в поздних родословцах):
- Роман Брянский,
- Семён Глуховский,
- Мстислав Карачевский,
- Юрий Тарусский.

## В культуре
- Михаил Всеволодович стал персонажем романа Исая Калашникова «Жестокий век».
- Михаил Всеволодович являет главным героем рассказа Василия Нарежного «Михаил» из цикла «Славенские вечера».